# جاي آر كوينياهان
جاي آر كوينياهان مواليد 8 مايو 1984 في مدينة سيبو، هو لاعب كرة سلة فلبيني. بدأ مسيرته الاحترافية في سنة 2007. يلعب في الرابطة الفلبينية لكرة السلة كلاعب وسط. يحمل الرقم 37. يبلغ طوله 6 قدم 6 بوصة (2.0 م).

## المسيرة الاحترافية
لعب مع ألاسكا أيسز في موسم 2007–2008، ثم لعب مع باراكو بول إنرجي من سنة 2008 إلى 2010، ثم لعب مع تي إن تي كاتروبا في سنة 2010، ثم لعب مع باوريد تايغرز في سنة 2011.